# Julien Marie Cosmao-Kerjulien

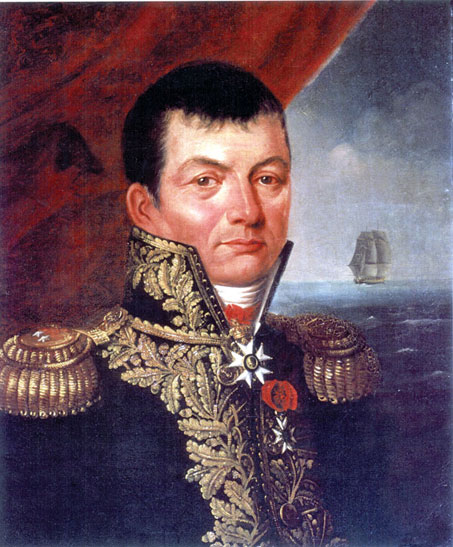
Porträt von Cosmao-Kerjulien

Julien Marie Cosmao-Kerjulien (* 27. November 1761 in Châteaulin; † 17. Februar 1825 in Brest) war ein französischer Admiral.

## Leben
Mit 15 Jahren trat Cosmao-Kerjulien 1776 in die königliche Armee ein. Er kam auf die Aigrette und segelte in die Karibik. Als er zwei Jahre später wieder nach Frankreich zurückkehrte, wechselte er zu Admiral Corentin de Leissegues auf die Oiseau. Im September 1778 wurde er auf die Nymphe versetzt und nahm am Amerikanischen Unabhängigkeitskrieg teil.
In den verschiedenen Gefechten konnte sich Cosmao-Kerjulien durch Tapferkeit auszeichnen und machte daher auch schnell Karriere. Mit Wirkung zum 1. April 1793 übergab man ihm – im Rang eines Kapitäns – die Vaisseau; ein Schiff im Verband von Konteradmiral Jean-Honoré de Trogoff. Spätestens ab dieser Zeit trug Cosmao-Kerjulien die Bezeichnung „Va de bon cœur“.
Unter Admiral Pierre de Villeneuve kämpfte Cosmao-Kerjulien tapfer bei Kap Finisterre (22. Juli 1805) und Schlacht von Trafalgar (21. Oktober 1805).
Mit Wirkung vom 29. Mai 1806 wurde Cosmao-Kerjulien zum Contre-amiral befördert und diente bis zur Abdankung Napoleons am 11. April 1814 (→Vertrag von Fontainebleau) im Mittelmeer. Er wandte sich zwar öffentlich König Karl X. zu, lief aber während Napoleons „Herrschaft der Hundert Tage“ wieder zu diesem über und wurde zum Dank von diesem zum Pair von Frankreich ernannt.
Nach der Schlacht bei Waterloo (18. Juni 1815) legte Cosmao-Kerjulien alle seine Ämter nieder und wurde am 1. Januar 1816 in den Ruhestand verabschiedet. Eine Pension wurde ihm erst ab Januar 1817 zuerkannt. Julien Marie Cosmao-Kerjulien starb am 17. Februar 1825 in Brest und fand seine letzte Ruhestätte dort auf dem Cimetière St. Martin.

## Trivia
Der Marine-Maler Auguste Mayer (1805–1890) aus Brest schuf um 1824 ein Porträt von Julien Marie Cosmao-Kerjulien.

## Ehrungen
- 1810 Baron de l’Émpire
- 7. Dezember 1812 Chevalier der Ehrenlegion
- 5. Juli 1814 Ordre royal et militaire de Saint-Louis
- 1815 Pair von Frankreich
- Sein Name findet sich am nördlichen Pfeiler (10. Spalte) des Triumphbogens am Place Charles-de-Gaulle (Paris).